# Stephen Decatur
Comandorul Stephen Decatur, Jr. (n. 5 ianuarie 1779, Sinepuxent, Maryland, SUA – d. 22 martie 1820, Bladensburg, Maryland) a fost un ofițer naval american notabil pentru eroismul său în războaiele cunoscute în istoriografia americană ca Barbary Wars⁠(d) și War of 1812.  Decatur a fost cel mai tânăr militar din întreaga istorie a United States Navy care a fost avansat la rangul de căpitan, fiind simultan primul american celebrat ca un erou național, dintre cei care nu jucaseră anterior vreun rol în Revoluția americană (așa numiți [The] Founding Fathers).

## Viață civilă timpurie
Decatur s-a născut la 5 ianuarie 1779, în localitatea Sinepuxent⁠(d), Maryland ca fiu al lui Stephen Decatur, Sr.⁠(d) și al Annei Pine.  Arhivat în 18 noiembrie 2007, la Wayback Machine.  A fost elev al Academiei Episcopale (în original, Episcopal Academy⁠(d)) urmând apoi Universitatea din Pennsylvania alături de alți viitori eroi navali, Richard Somers⁠(d) și Charles Stewart⁠(d).  tatăl său a fost de asemenea un ofițer naval, având sub comanda sa mai multe vase.  Un alt Stephen Decatur⁠(d) (1815 – 1876) a pretins a fi fost nepotul acestuia, și încorporând ulterior localitatea omonimă, Decatur⁠(d), Nebraska.
Stephen Decatur s-a căsătorit cu Susan Wheeler, fiica primarului din Norfolk, Virginia, în 8 martie 1806.

## Carieră militară

### Înainte de înrolare în US Navy
Decatur a fost angajat la vârsta de 17 ani de către firma Gurney and Smith, în calitate de supraveghetor (în engleză, supervisor) a construcției în stare incipientă a fregatei United States⁠(d). Stephen Decatur a și unul dintre "Preble⁠(d)'s Boys" și prieten cu Charles Stewart⁠(d) și Richard Rush.

### Al doilea război al barbarilor
Pentru campania din cel de-al doilea război al barbarilor, Decatur a fost cunoscut cu supranumele de "cuceritorul piraților barbari", conform originalului din engleză, "the Conqueror of the Barbary Pirates⁠(d)".